# اسطوره‌شناسی یونانی

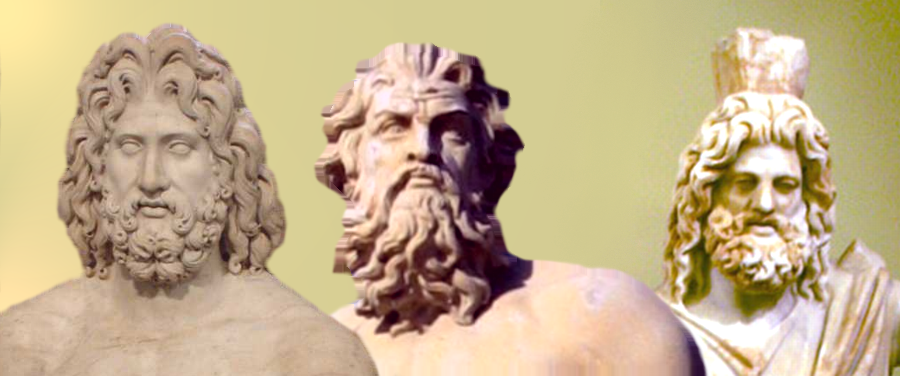
تثلیث یونانی و توزیع سه پادشاهی زمین: زئوس (خدای بهشت و آسمان‌ها)، پوزئیدون (خدای دریاها و اقیانوس‌ها) و هادِس (خدای دنیای مردگان). تئوس (خدایان صغیر) فرزندان این تثلیث هستند.

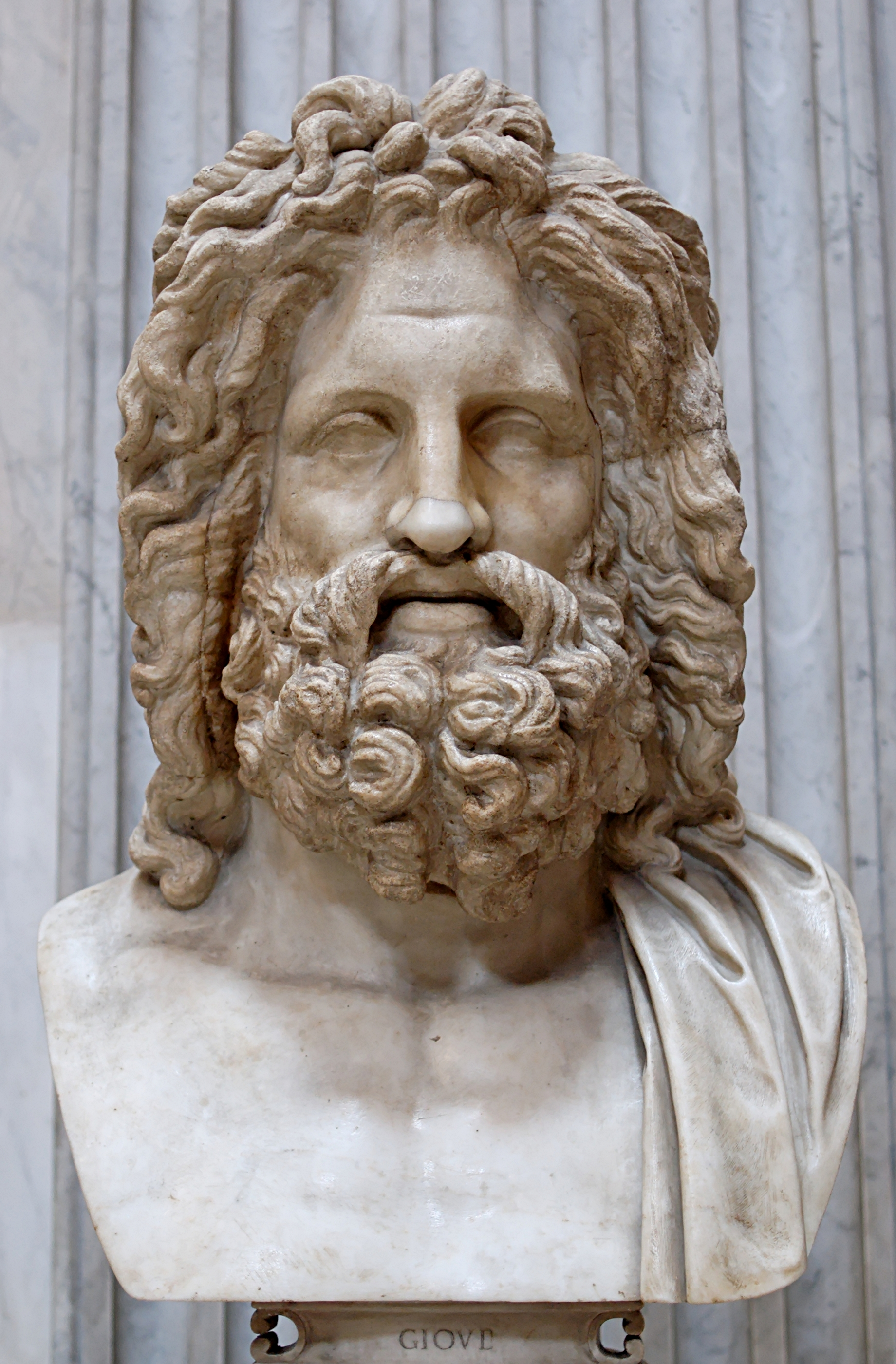
مجسمه نیم‌تنه زئوس، در اورتیکولی (سالا روتوندا، موزه سلمنتیو واتیکان)

اسطوره‌شناسی یونانی (به یونانی: Ελληνική μυθολογία) مجموعه‌ای از اسطوره‌ها و آموزه‌هایی است که به یونان باستان مرتبط می‌باشند و دربارهٔ خدایان و قهرمانان آنان، طبیعت جهان و ریشه‌های آن و اهمیت مکتب و آیین آن‌ها سخن می‌گویند. این اسطوره‌شناسی بخشی از دین یونان باستان می‌باشد. محققان به منظور مشخص کردن تأثیرات دینی و سیاسی آن بر یونان باستان و تمدن آن و درکِ خودِ اسطوره‌سازی، اسطوره‌ها را بررسی می‌کنند.
اسطوره‌شناسی یونانی به صراحت و به‌طور گسترده در مجموعه‌ای از داستان‌ها و به‌طور ضمنی در آثار هنری یونانی مانند گلدان‌های نقاشی و هدایای وتیو نمود یافته‌است. اسطوره‌های یونانی می‌کوشند تا خاستگاه و آفرینش جهان را توصیف کنند، و جزئیات زندگی‌ها و ماجراهای طیف گسترده‌ای از خدایان، الهه‌ها، قهرمانان، پهلوانان و موجودات اسطوره‌ای را بیان می‌نماید. این حساب‌ها در ابتدا در یک سنت شفاهی درج شدند؛ امروزه اسطوره‌های یونانی در درجه اول از ادبیات یونانی معلوم می‌شوند. قدیمی‌ترین منابع ادبی یونان، یعنی اشعار حماسی ایلیاد و ادیسه هومر، بر روی جنگ تروآ و اتفاقات بعدی آن تمرکز کرده‌اند. هزیود، شاعر معاصر هومر، دو اثر به نام‌های تئوگونیا و کارها و روزها نوشته‌است، که دربارهٔ پیدایش جهان، جانشینی قوانین الهی، جانشینی نسل‌های بشر، ریشه مشکلات انسان و ریشه کارهای فداکارانه سخن می‌گوید. همچنین اسطوره‌ها در سرودهای هومری، در قطعات اشعار حماسی از چرخه حماسی، در اشعار غنایی، در نوشته‌های تراژیک سدهٔ پنجم پیش از میلاد، در آثار محققان و شاعران عصر هلنیستی، و در متون امپراتوری روم نوشته شده به دست پلوتارک و پوسانیاس دیده می‌شود.
یافته‌های باستان‌شناسی منبع اصلی جزئیات دربارهٔ اسطوره‌شناسی یونانی را فراهم می‌کنند، که در آن خدایان و قهرمانان به‌طور برجسته در تزیین مصنوعات به کار رفته‌اند. طراحی هندسی مصنوعات سفالی سدهٔ هشتم پیش از میلاد، علاوه بر ماجراهای هرکول، صحنه‌هایی از جنگ تروآ را نشان می‌دهند. در دوران موفق یونان باستان، یونان کلاسیک، و یونان هلنیستی، صحنه‌های هومری و صحنه‌های اسطوره‌ای متنوع دیگر ظاهر شدند و مکمل ادبیات موجود گشتند اسطوره‌های یونانی تأثیری عمیق بر فرهنگ، هنر، و ادبیات تمدن غرب داشته، و به عنوان بخشی از میراث و زبان غرب باقی مانده‌اند. از گذشته تا کنون، شاعران و هنرمندان، از اسطوره‌شناسی یونان الهام‌های فراوانی گرفته و اهمیت و ارتباط معاصر را در موضوعات مختلف کشف کرده‌اند. داستان‌های اسطوره‌ای یونان هویت عام این کشور را رقم زده‌اند و از هنگام ظهورشان در سدهٔ هشت پیش از میلاد از طریق اشعار حماسی هومر، تأثیری به‌سزا در تحول هنر، موسیقی و ادبیات اروپای غربی داشته‌اند. این اشعار ایزدان المپ را معرفی می‌کنند؛ ایزدانی با معایب انسانی، که بر سرنوشت انسان‌های فانی فرمانروایند.

### منابع ادبی

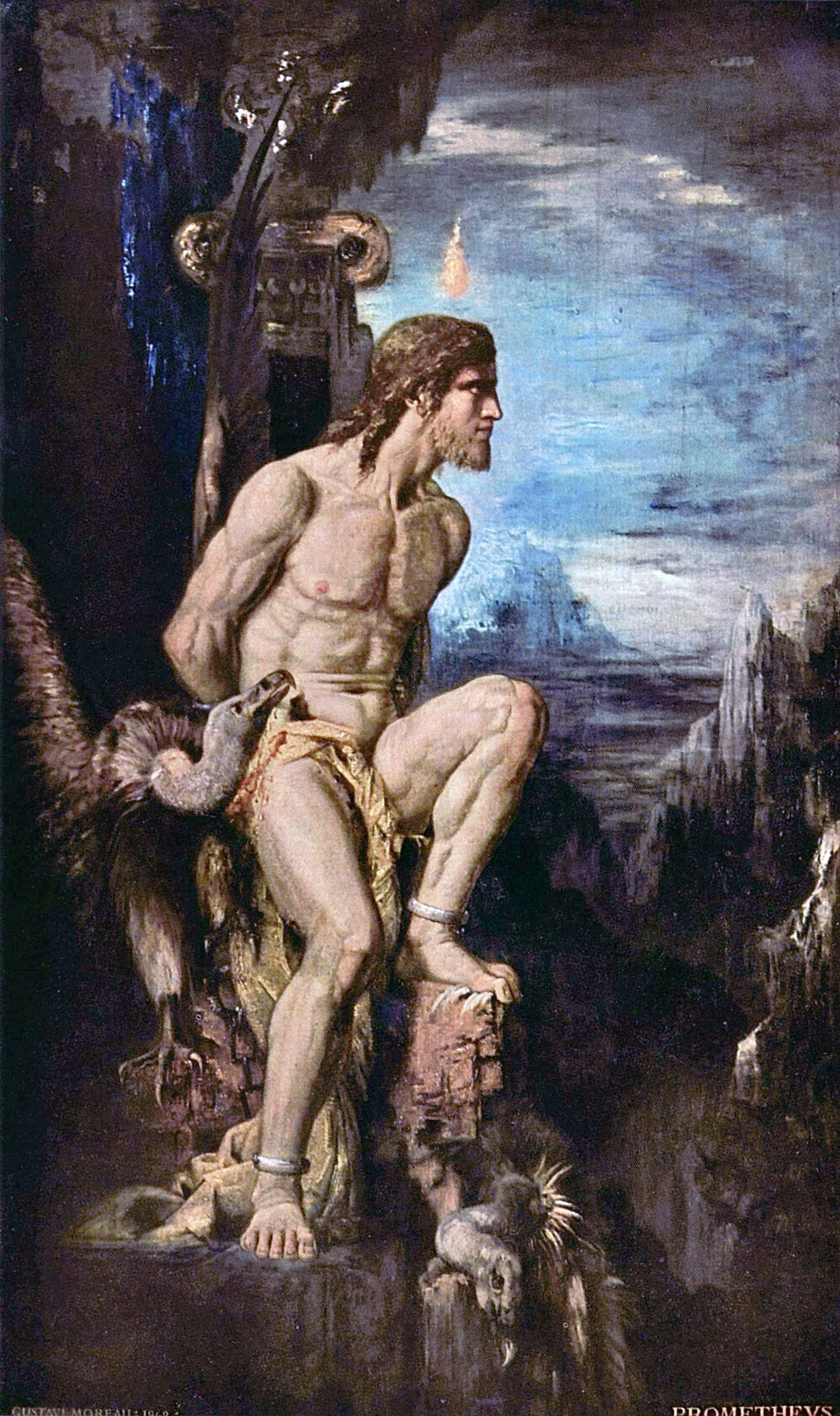
پرومته (۱۸۶۸ از گوستا مورو). اسطوره پروتمه در ابتدا به دست هزیود معروف شد و بعداً پایه سه نمایش‌نامه تراژیک از آثار ایسخولوس را تشکیل داد، که نام‌هایشان عبارتند از پرومته در بند، پرومته آزاد و و پرومته، خدای آتش.

### منابع باستان‌شناسی

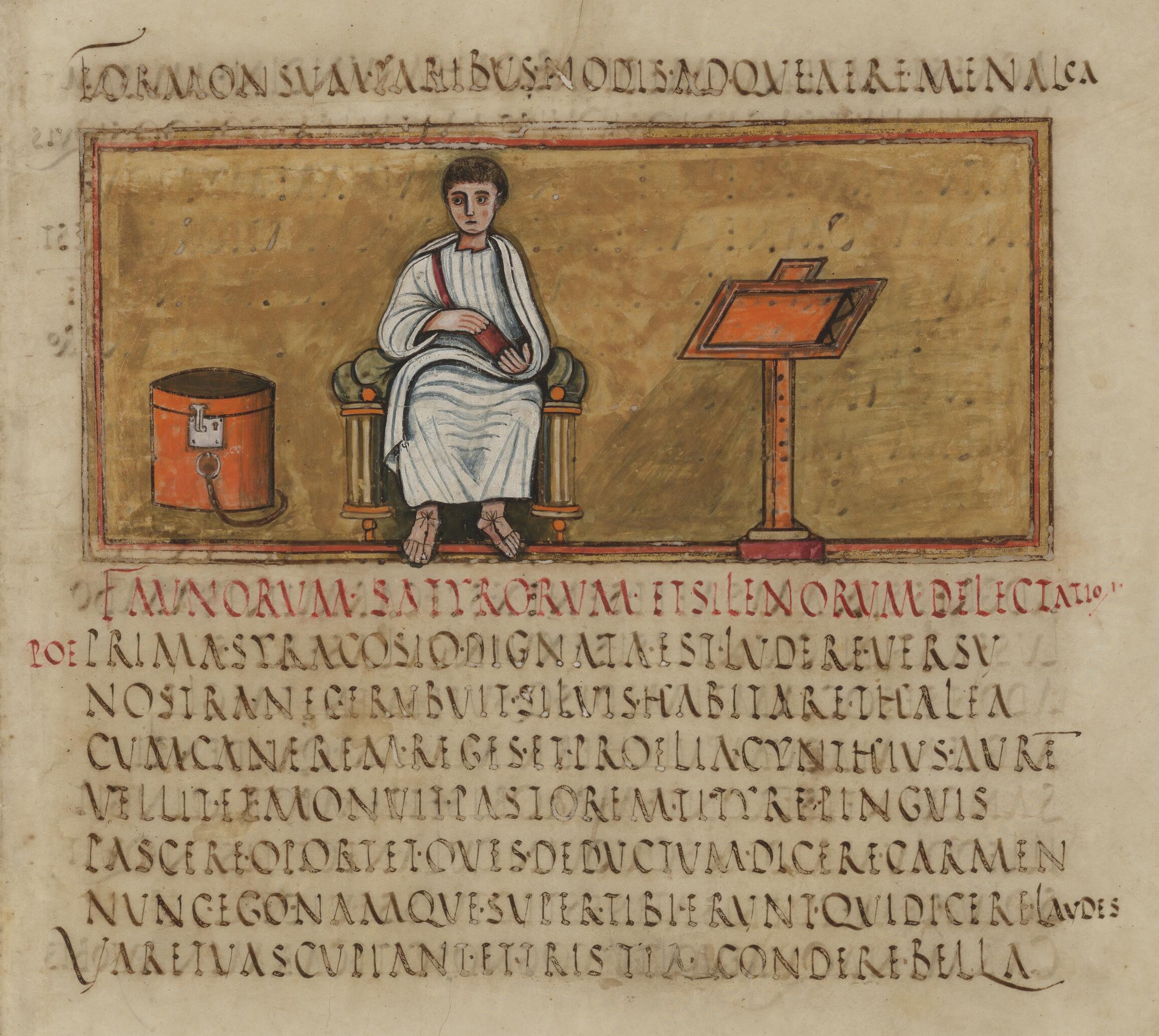
ویرژیل، شاعر رومی، این‌جا در یک نسخه خطی مربوط به سدهٔ پنجم نمایش داده شده‌است، این تصویر جزئیاتی از اسطوره‌شناسی یونانی را که در بسیاری از آثار ویرژیل آمده‌است، نشان می‌دهد.

### خاستگاه جهان و خدایان

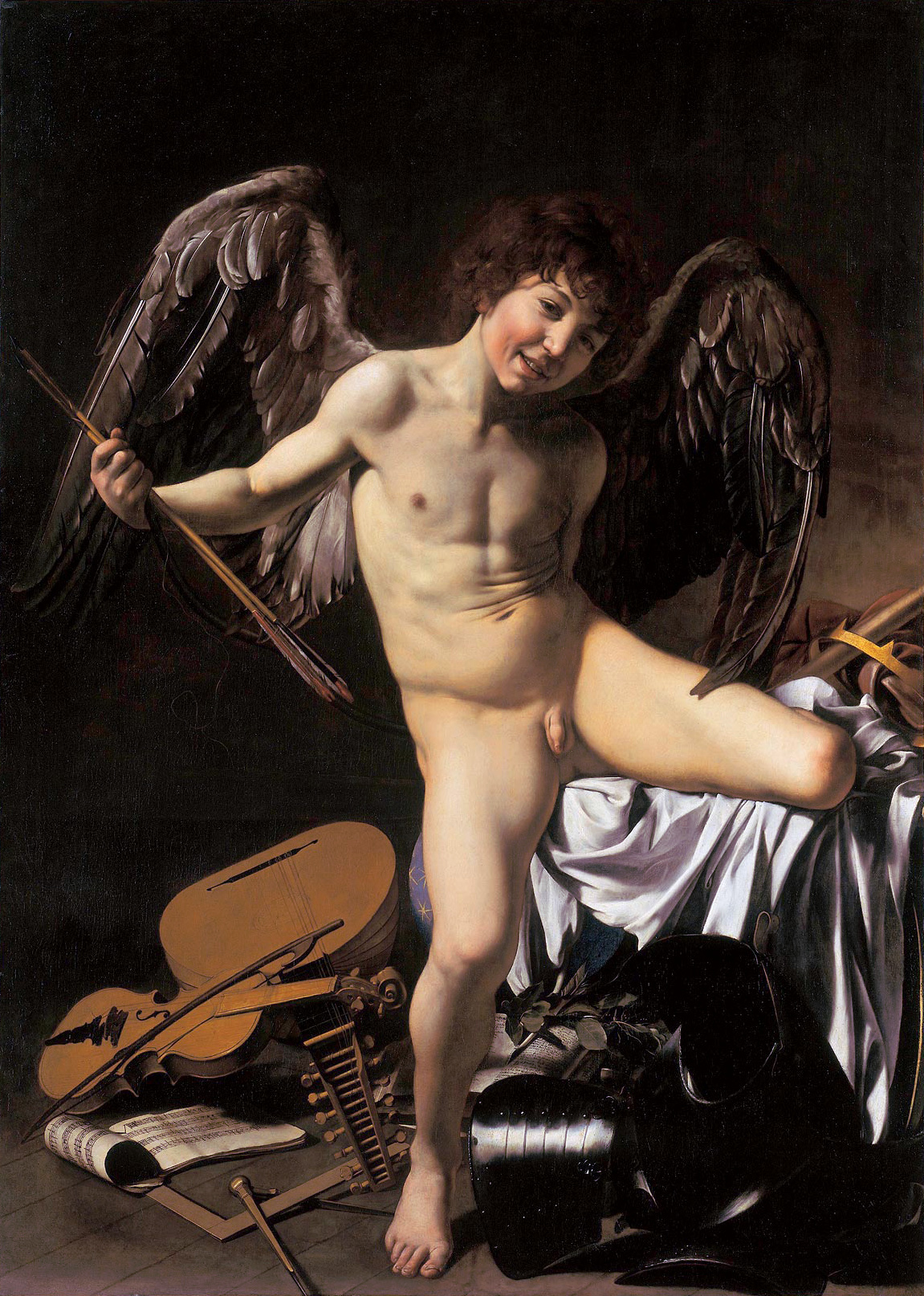
عشق همه را فتح می‌کند یا آمور وینسینت اومنیا، تصویری از اروس، خدای عشق. خالق این اثر، کاراواجو می‌باشد که از ۱۶۰۱–۱۶۰۲ آن را کشید.

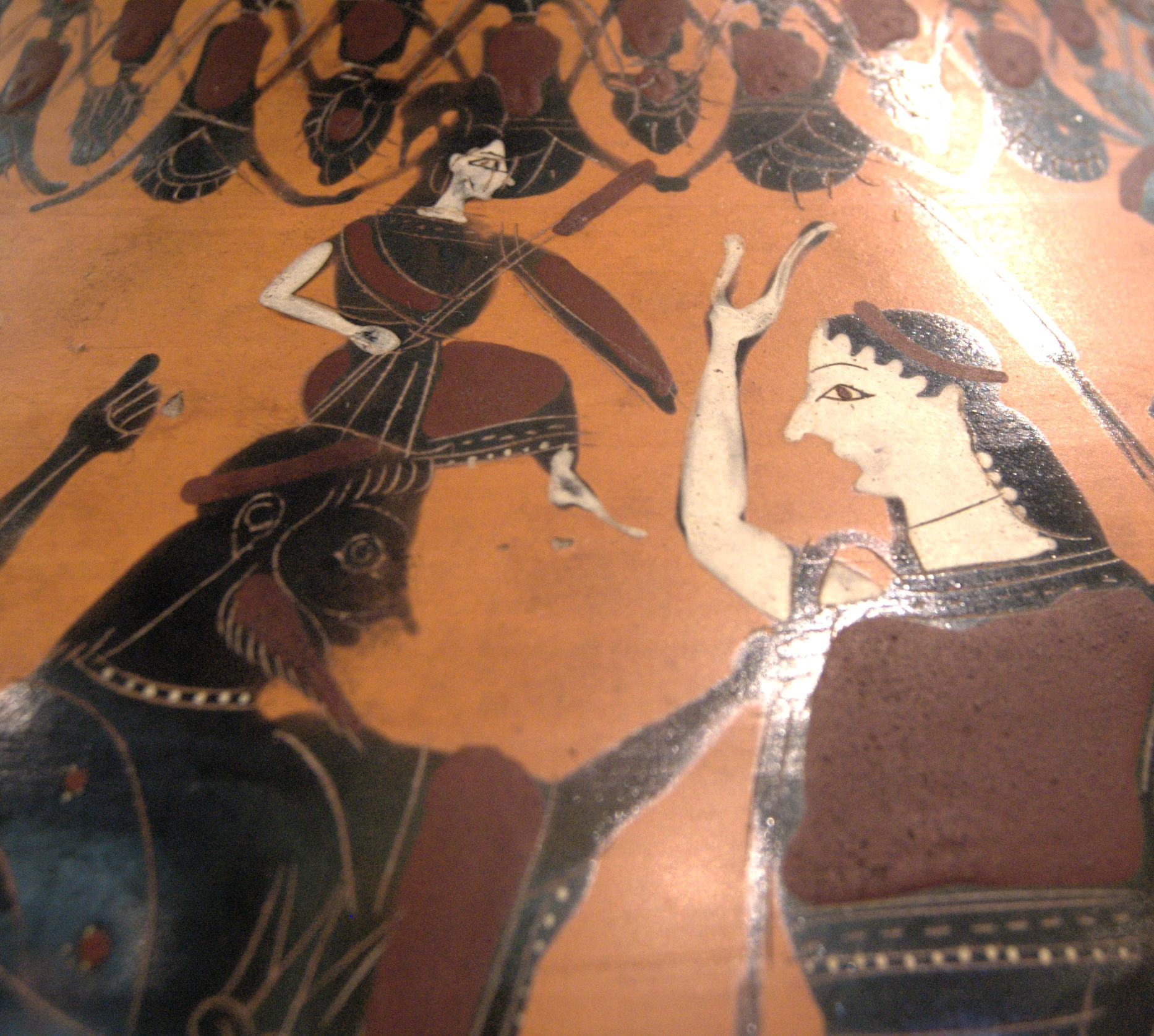
یک آمفورا دارای نقاشی، که نشان می‌دهد، آتنا از پیشانی زئوس خارج می‌شود، زئوس مادر آتنا، یعنی متیس، الهه زایمان، را بلعیده بود. ایلی‌ثیا، در سمت راست کمک می‌کند، این اثر به سال ۵۵۰ تا ۵۲۵ میلادی بازمی‌گردد (موزه لوور، پاریس).

### گروه ایزدان یونانی

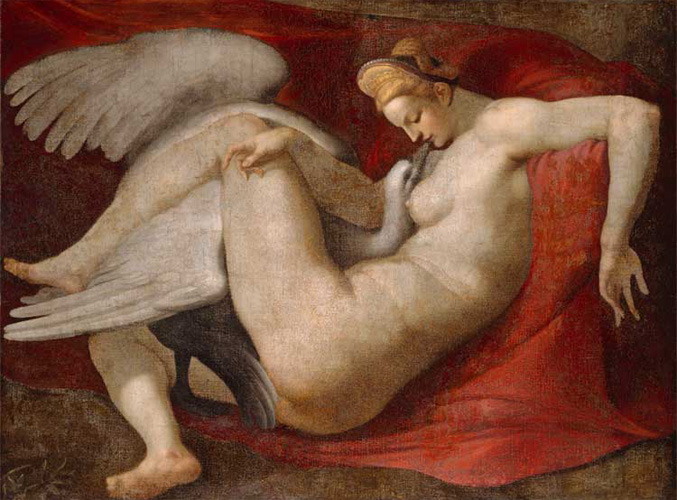
زئوس به یک قو تبدیل شده، لدا، ملکه اسپارت را اغوا می‌کند. یک کپی قرن ۱۶ام از نسخه گم‌شده میکل آنژ.

### دوره ایزدان و انسان‌های فانی

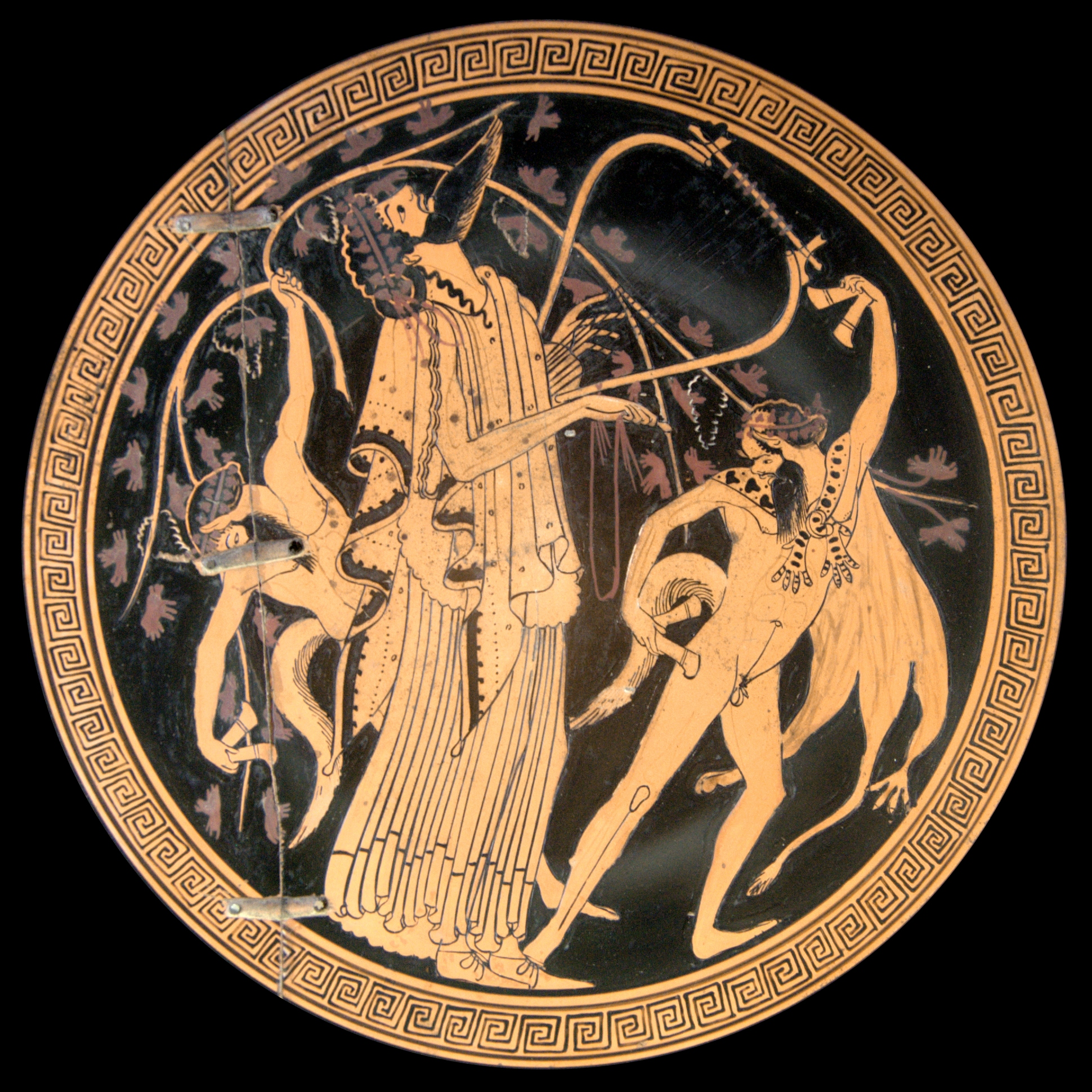
دیونیسوس با ساتیرها. این تصویر در داخل لیوان و به دست باریگوس نقاش رسم شده‌است.

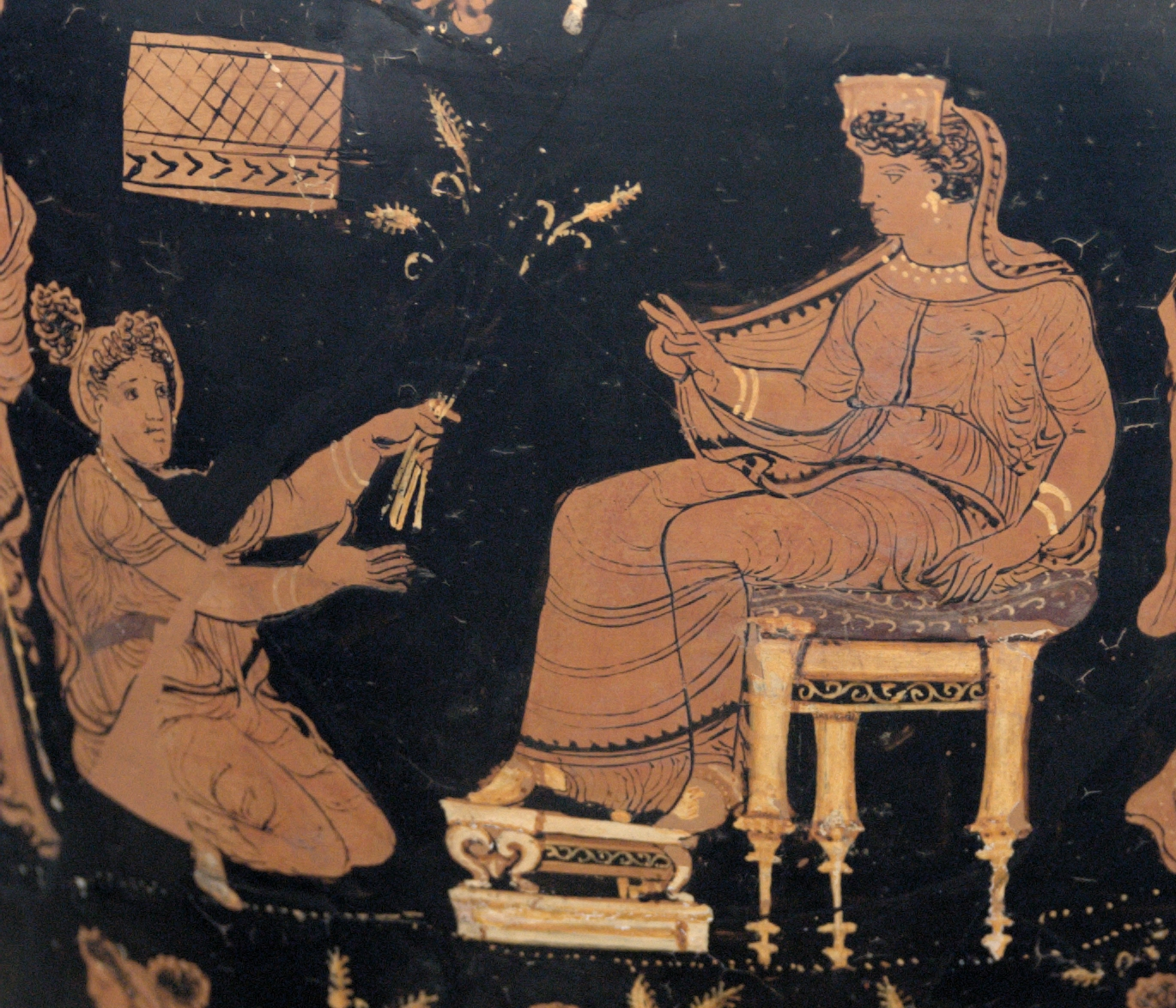
دمتر و متانیرا، در تصویری مربوط به سال ۳۴۰ قبل از میلاد (موزه آلتس در برلین).

#### هرکول و هراکلیدای

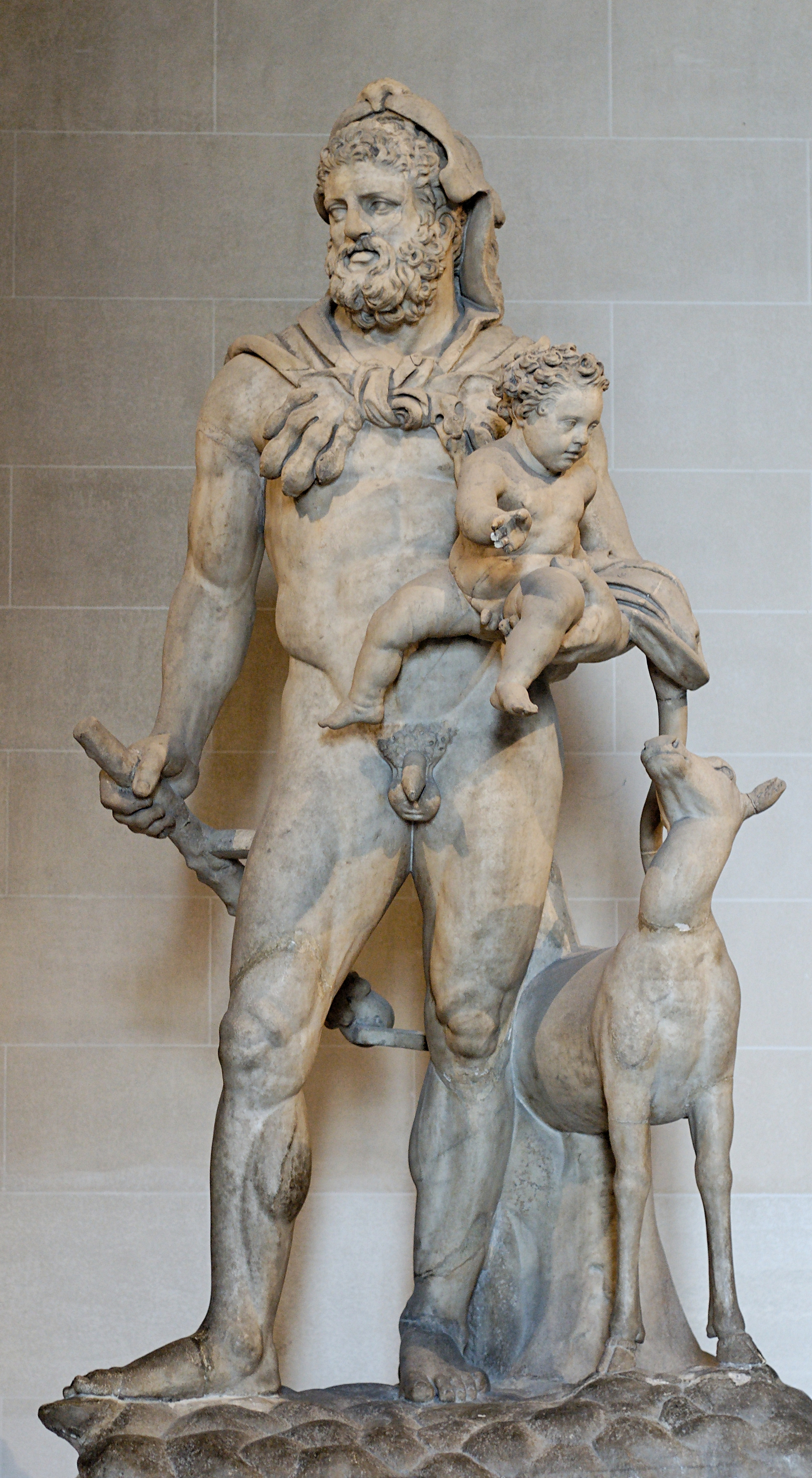
هرکول به همراه فرزندش تلفوس (موزه لوور در پاریس).

#### آرگونوت‌ها

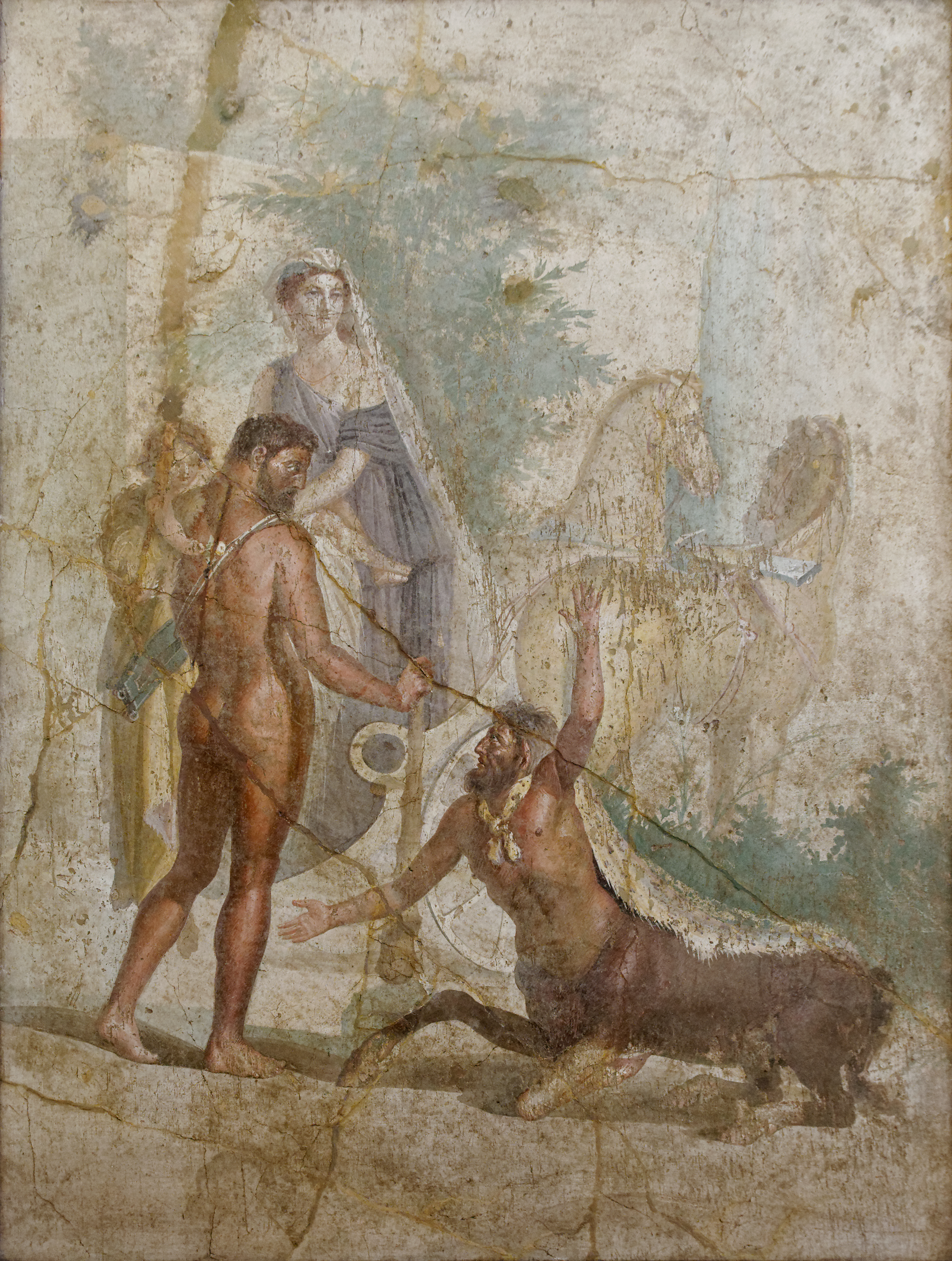
یک نقاشی دیواری از پمپئی که هرکول، هولوس، دیانیرا، و نسوس را از اسطوره‌شناسی یونانی-اسطوره‌شناسی روم، ۳۰–۴۵ بعد از میلاد به تصویر کشیده‌است.